# Judit Polgár
Judit Polgár (Budimpešta, 23. srpnja 1976.) je mađarska šahovska velemajstorica.
Otac László Polgár ju je vrlo rano počeo trenirati i učiti šah. 1988. i 1990. godine pobijedila je na juniorskim svjetskim prvenstvima u šahu za mlađe od 12 i 14 godina i to kao jedina djevojčica u sveukupnoj konkurenciji. Titulu velemajstorice osvojila je u starosti od 15 godina i 4 mjeseca, mjesec dana mlađa nego što je bio Bobby Fisher kada je postavio taj rekord. 
Za razliku od sestara Zsuzse i Zsófie ne sudjeluje isključivo na ženskim šahovskim turnirima, nego igra kao prva žena uopće samo protiv muških protivnika. Na nekoliko šahovskih olimpijada bila je članica mađarske nacionalne šahovske reprezentacije.
Godine 1993. pobijedila je bivšeg svjetskog prvaka u šahu Anatolija Karpova, a Garija Kasparova je uspjela pobijediti 2002. godine.